# Iyo Sky
Masami Ōdate, meglio conosciuta con il ring name Iyo Sky (大館 昌美?, Ōdate Masami; Kamakura, 8 maggio 1990), è una wrestler giapponese sotto contratto con la WWE.
Dopo aver debuttato nel 2007, è stata impegnata per diversi anni in match di coppia assieme alla sorella maggiore Mio per varie federazioni in Giappone e in Messico. Nel giugno 2010 le sorelle Shirai hanno formato la stable Triple Tails, unendosi a Kana, attiva per quindici mesi e il cui scioglimento ha dato inizio alla carriera da singolo di Io. Affermatasi quindi nella federazione World Wonder Ring Stardom, nell'aprile 2013 ha conquistato il World of Stardom Championship, titolo di punta che ha posseduto per oltre un anno.
Nel corso della sua carriera ha conquistato anche l'Artist of Stardom Championship sei volte, nonché i titoli Goddess of Stardom, High Speed e SWA World Championship in un'occasione. Definita dagli esperti di settore come il "volto" della Stardom, è stata vincitrice per tre volte consecutive del premio Joshi Puroresu Grand Prize –stilato dalla rivista Tokyo Sports dal 2015 al 2017.
Ha detenuto una volta l'NXT Women's Championship, una volta il WWE Women's Championship, una volta il Women's World Championship, due volte il Women's Tag Team Championship con Dakota Kai e una volta l'NXT Women's Tag Team Championship con Zoey Stark. Ha inoltre vinto l'edizione 2023 del Women's Money in the Bank.

## Carriera

### Circuito indipendente (2007–2015)

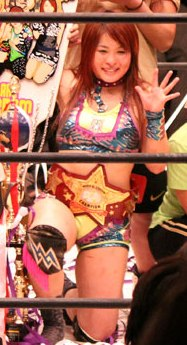
Io Shirai nel 2014

Ancora sedicenne e ai tempi studentessa-lavoratrice, compie il suo debutto professionale il 4 marzo 2007 assieme alla sorella maggiore, con la quale assume rispettivamente i ring-name di Io e Mio Shirai. Nell'occasione le due fanno squadra con Toshie Uematsu, in un match a sei che le vede opposte a Erika Ura, Nozomi Takesako e Yuri Urai. Dopo aver completato gli studi si dedica a tempo pieno al mondo del wrestling, lavorando come freelancer. Assieme alla sorella entra quindi a far parte della stable Makehen, composta da allieve di Tomohiko Hashimoto e attiva in diverse promozioni del circuito indipendente quali Ibuki, Pro Wrestling Wave, JWP Joshi Puroresu e Sendai Girls' Pro Wrestling.
Il 19 ottobre 2008 le sorelle Shirai compiono il loro esordio per la All Japan Pro Wrestling (AJPW), tra le maggiori promozioni di wrestling nipponiche, avendo la meglio sulla squadra composta da Kyoko Kimura e Mikado. Tra gennaio e marzo del 2009 compiono diverse apparizioni anche per la Pro Wrestling Zero1, sino ad allora non particolarmente nota per l'inclusione di performer femminili. Il 29 aprile seguente si laureano campionesse di coppia TLW (Totally Lethal Wrestling) sconfiggendo Moeka Haruhi e Tomoka Nakagawa nella finalissima di un torneo a squadre. Nel mese di luglio Io riceve la sua prima opportunità titolata come singola, quando sfida senza successo Misaki Ohata per le cinture JWP Junior e Princess of Pro-Wrestling all'evento Ibuki #30. Da luglio a novembre sono poi impegnate nel ring della Ice Ribbon.
Il 12 novembre 2009 le Shirai partecipano al Captain's Fall Six Person Tag Team Tournament sancito dalla Pro Wrestling Wave, dove, facendo coppia con Gami, sono eliminate dal trio composto da Ran Yu-Yu, Ryo Mizunami e Toshie Uematsu. Grazie a una vittoria su Misaki Ohata, Moeka Haruhi e Yumi Ohka, tuttavia, le tre riusciranno a tornare in competizione grazie ad un sistema di ripescaggio. Il 25 novembre seguente accedono alle finali superando Bullfight Sora, Cherry e Kaoru, per poi laurearsi vincitrici battendo Ayumi Kurihara, Kana e Shuu Shibutani proprio grazie ad un pinfall di Io. Sul finire dell'anno le sorelle Shirai perdono il TLW World Young Women's Tag Team Championship per mano di Misaki Ohata e Moeka Haruhi. Il 30 maggio 2010 Io partecipa al torneo Catch the Wave di quell'anno, accumulando tre vittorie e una sconfitta nel corso delle settimane successive, prima di essere eliminata definitivamente da Ryo Mizunami in un tiebreak.

### WWE (2018–presente)

#### Mae Young Classic e varie faide aNXT(2018–2020)
Il 28 maggio 2018 fu riportato che Io Shirai era in contatto con la WWE per una possibile collaborazione; il giorno dopo la ragazza ha annunciato di aver abbandonato la Stardom per firmare con la WWE. In realtà la Shirai si era già accasata alla federazione di Stamford un anno prima, ma i dottori non le avevano concesso di lottare a causa di un problema al cuore.
Io Shirai fa la sua prima apparizione per la WWE il 30 giugno, durante un house show tenutosi a Ryōgoku Kokugikan, dove viene annunciato che ha firmato un contratto con la compagnia ed entrerà a far parte del roster di NXT. Nel mese di luglio, viene comunicato che la Shirai sarà una delle partecipanti della seconda edizione del Mae Young Classic. L'8 agosto, la Shirai ha sconfigge Xia Brookside nel primo turno, segnando così il suo debutto per la WWE. Il giorno seguente, il 9 agosto, la Shirai batte Zeuxis nel secondo turno, Deonna Purrazzo nei quarti di finale e Rhea Ripley nella semifinale avanzando così alla finale del torneo, che viene disputata il 28 ottobre durante Evolution, dove la Shirai viene sconfitta da Toni Storm.
Io Shirai fa il suo debutto ad NXT il 17 novembre, durante NXT TakeOver: WarGames II, dove corre in soccorso insieme a Dakota Kai della loro amica Kairi Sane, che era stata sconfitta da Shayna Baszler e poi attaccata dalle sue alleate Jessamyn Duke e Marina Shafir, stabilendosi quindi come face. Nella puntata di NXT del 28 novembre la Shirai, Dakota Kai e Kairi Sane sono nel backstage dove chiedono un match contro Jessamyn Duke, Marina Shafir e Shayna Baszler. Nella puntata di NXT del 5 dicembre, la Shirai interviene salvando Dakota Kai da un attacco nel post match da parte di Jessamyn e Marina, insieme a Shayna Baszler, mettendole alla fuga. Nella puntata di NXT del 12 dicembre, Io e Dakota Kai sfidano Jessamyn Duke e Marina Shifir in un match, che viene accolta. La Shirai fa il suo debutto sul ring nella puntata di NXT del 19 dicembre, dove lotta in coppia a Dakota Kai sconfiggendo Jessamyn Duke e Marina Shafir; successivamente, Io prende parte a un Fatal 4-Way match per determinare la prima sfidante all'NXT Women's Championship detenuto da Shayna Baszler a NXT TakeOver: Phoenix. Il match viene vinto da Bianca Belair. Poco tempo dopo, Shirai forma un tag team con Sane chiamato "The Sky Pirates".
Il 5 aprile 2019, a NXT TakeOver: New York, Shirai & Sane lottano in un fatal–four-way match per l'NXT Women's Championship, tuttavia, è la campionessa Baszler a vincere l'incontro sottomettendo Bianca Belair.
A seguito del passaggio di Sane nel main roster per effetto del draft, le Sky Pirates si sciolgono e Shirai prosegue il suo feud con Baszler, Duke e Shafir. Questo sfocia in un match titolato tra Shirai e Baszler per l'NXT Women's Championship svoltosi all'evento NXT TakeOver: XXV. All'evento, Shirai non riesce a battere la Baszler, nonostante le interferenze di Candice LeRae. Qualche settimana dopo, ha luogo il rematch con la Baszler in uno steel cage match, dove a prevalere è sempre la campionessa. Dopo il match, Shirai attacca LeRae effettuando un turn heel per la prima volta in carriera in WWE. In estate, Shirai sviluppa una nuova immagine, usando una nuova musica d'ingresso e vestendosi di pelle nera. Prosegue il suo feud con LeRae. La storyline tra le due culmina in un match a NXT TakeOver: Toronto il 10 agosto, nel quale Shirai vince per sottomissione.
A novembre la Shirai viene annunciata nel team di Shayna Baszler in vista del WarGames match. A NXT TakeOver: WarGames il 23 novembre, il team Baszler viene sconfitto da Ripley e Candice LeRae, nonostante avesse un vantaggio di 4 contro 2.

#### Regni titolati e varie faide (2020–2022)
La Shirai tornò come face nella puntata di NXT del 25 marzo, sconfiggendo Aliyah in un match di qualificazione per determinare le contendenti che si sarebbero affrontate in un Ladder match previsto inizialmente a NXT TakeOver: Tampa Bay (rimandato a causa della pandemia di COVID-19), la cui vincitrice sarebbe diventata la prima sfidante all'NXT Women's Championship. L'8 aprile, a NXT, si aggiudicò il Ladder match e l'opportunità di sfidare la nuova campionessa femminile di NXT Charlotte Flair. Tuttavia, il 6 maggio vinse solo per squalifica quando Flair la colpì con un bastone da Kendō. In maggio, la Shirai venne inserita in una storyline con la Flair e Rhea Ripley (che era stata sconfitta da Charlotte per vincere il titolo a WrestleMania 36), che sfociò in un Triple Threat match a NXT TakeOver: In Your House. All'evento la Shirai trionfò sia sulla Flair che sulla Ripley conquistando l'NXT Women's Championship, il suo primo titolo in WWE. Durante l'estate, la Shirai difese la cintura contro Tegan Nox e Dakota Kai. In settembre, riaccese la sua rivalità con Candice LeRae. Nei due match che ne seguono, tuttavia, è sempre la Shirai a trionfare. Il 7 aprile, nella prima serata di NXT TakeOver: Stand & Deliver, la Shirai perse il titolo contro Raquel Gonzalez dopo 304 giorni di regno. Il 6 luglio, nella puntata speciale NXT The Great American Bash, la Shirai e Zoey Stark, grazie anche al ritorno di Tegan Nox, sconfissero Candice LeRae e Indi Hartwell conquistando l'NXT Women's Tag Team Championship per la prima volta. Il 7 settembre, ad NXT, la Shirai e la Stark difesero i titoli di coppia contro Kayden Carter e Kacy Catanzaro. Nella puntata di NXT 2.0 del 28 settembre la Shirai e la Stark mantennero i titoli contro le Toxic Attraction (Gigi Dolin e Jacy Jayne). Nella puntata speciale NXT Halloween Havoc del 26 ottobre la Shirai e la Stark persero le cinture a favore della Toxic Attraction in un Scareway to Hell Ladder match che comprendeva anche Indi Hartwell e Persia Pirotta dopo 112 giorni di regno. Nella puntata di NXT 2.0 del 22 febbraio la Shirai e Kay Lee Ray sconfissero Amari Miller e Lash Legend nei quarti di finale del Dusty Rhodes Tag Team Classic femminile. Dopo aver superato anche la coppia formata da Kacy Catanzaro e Kayden Carter nelle semifinali (svoltesi l'8 marzo nella puntata speciale NXT Roadblock), la Shirai e Kay Lee Ray vinsero il torneo nella finale, svoltasi il 22 marzo ad NXT 2.0, sconfiggendo Dakota Kai e Wendy Choo. Successivamente, la Shirai e Kay Lee Ray usufruirono di tale vittoria non per un match per l'NXT Women's Tag Team Championship (come da abitudine per le vincitrici di tale torneo) bensì per aggiungersi al Fatal 4-Way match per l'NXT Women's Championship di Mandy Rose in cui era compresa anche Cora Jade il 2 aprile a NXT Stand & Deliver, ma dall'incontro ne uscì vincitrice la campionessa.

#### Damage CTRL e regni titolati (2022–presente)
Il 30 luglio 2022, a SummerSlam, apparve (con il ring name "Iyo Sky") insieme a Bayley e Dakota Kai al termine dell'incontro valevole per il Raw Women's Championship tra la campionessa Bianca Belair e Becky Lynch. Combatté il suo primo match nel main roster la sera dopo, a Raw, affrontando Bianca Belair in un match non titolato che terminò in no-contest. Nella puntata di Raw dell'8 agosto le due (rinominate "Damage CTRL" con Bayley) sconfissero Dana Brooke e Tamina nella fase iniziale del torneo per la riassegnazione del vacante Women's Tag Team Championship. Dopo aver eliminato anche Alexa Bliss e Asuka in semifinale il 22 agosto a Raw, la settimana dopo, nella finale, persero contro Aliyah e Raquel Rodriguez non riuscendo a conquistare il vacante Women's Tag Team Championship. Il 3 settembre, a Clash at the Castle, le Damage CTRL prevalsero su Alexa Bliss, Asuka e Bianca Belair. Nella puntata di Raw del 12 settembre Sky e Kai prevalsero su Aliyah e Raquel Rodriguez vincendo il Women's Tag Team Championship per la prima volta. Nella puntata di SmackDown del 21 ottobre mantennero i titoli di coppia contro Raquel Rodriguez e Shotzi. Nella puntata di Raw del 31 ottobre persero le cinture contro Alexa Bliss e Asuka dopo 49 giorni di regno, ma li riconquistarono cinque giorni dopo a Crown Jewel, grazie all'intervento di Nikki Cross. Il 26 novembre, a Survivor Series WarGames, le Damage CTRL, Nikki Cross e Rhea Ripley vennero sconfitte da Alexa Bliss, Asuka, Becky Lynch, Bianca Belair e Mia Yim in un WarGames match. Il 28 gennaio, alla Royal Rumble, partecipò all'omonimo incontro femminile entrando col numero 10 ma venne eliminata da Becky Lynch. Dopo alcune difese titolate, persero le cinture il 27 febbraio, a Raw, contro Becky Lynch e Lita dopo 114 giorni di regno. Il 1º aprile, a WrestleMania 39, le Damage CTRL vennero sconfitte da Becky Lynch, Lita e Trish Stratus. Il 28 aprile 2023, per effetto del Draft, le Damage CTRL passarono al roster di SmackDown. Il 6 maggio, a Backlash, affrontò Bianca Belair per il Raw Women's Championship ma venne sconfitta.
Il 9 giugno, a SmackDown, prevalse su Shotzi, riuscendo a qualificarsi per il Women's Money in the Bank Ladder match. Il 1º luglio, a Money in the Bank, vinse l'omonimo incontro femminile che comprendeva anche Bayley, Becky Lynch, Trish Stratus, Zelina Vega e Zoey Stark conquistando così la valigetta. Al termine del triple threat match tra Charlotte Flair, Asuka e Bianca Belair il 5 agosto a SummerSlam, si presentò sul ring insieme a Bayley, e, dopo aver atterrato le tre già debilitate dal match, incassò il contratto e si laureò Women's Champion. Il 25 agosto, a SmackDown, difese il titolo contro Zelina Vega, e il 22 settembre prevalse anche su Asuka, sempre a SmackDown, mantenendo la cintura. Il 7 ottobre, a Fastlane, mantenne la cintura in un triple threat match contro Asuka e Charlotte Flair. Nella puntata di SmackDown del 20 ottobre sconfisse Charlotte Flair mantenendo il titolo grazie ad una scorrettezza. Il 4 novembre, a Crown Jewel, difese la cintura contro Bianca Belair grazie all'interferenza della rientrante Kairi Sane. Il 25 novembre, a Survivor Series WarGames, le Damage CTRL vennero sconfitte da Bianca Belair, Becky Lynch, Charlotte Flair e Shotzi in un wargames match. Nella puntata speciale SmackDown New Year's Revolution del 5 gennaio difese con successo il titolo contro Michin.
Alla Royal Rumble, Bayley vinse la rissa reale e le assicurò che non l'avrebbe scelta come sua sfidante per la sfida per il WWE Women's Championship in programma a WrestleMania. Tuttavia, nella puntata di SmackDown del 2 febbraio, Bayley dichiarò di aver sempre capito il giapponese e, di conseguenza, aver sempre saputo delle prese in giro fatte dalla campionessa e di Asuka e Kairi Sane, con queste due che la attaccarono alle spalle insieme alla campionessa, ufficializzando la loro sfida per WrestleMania. Successivamente, fece il suo ritorno dopo l'infortunio Dakota Kai, anch'essa membro delle Damage CTRL, che inizialmente si schierò insieme a Bayley, salvo poi tradirla nella puntata del 1º marzo durante un tag team match contro le campionesse di coppia. Il 7 aprile, a WrestleMania XL, perse il titolo contro Bayley dopo 246 giorni di regno.
La nipponica prese parte, insieme alle Damage CTRL, al WWE Draft del 29 aprile dove vennero spostate nel roster di Raw. Iyo Sky prese poi parte al Queen of the Ring tournament dove riuscì a sconfiggere Natalya nel primo turno e Shayna Baszler nei quarti di finale prima di venire sconfitta da Lyra Valkyria nella semifinale. Nella puntata di Raw del 17 giugno, sconfisse Kiana James e Zelina Vega in un incontro di qualificazione al Women's Money in the Bank ladder match, che però non riuscì a vincere. Nell'episodio dell'8 luglio, le Damage CTRL vennero attaccate da Shayna Baszler, Zoey Stark e Sonya Deville. Tornarono poi nella puntata del 29 luglio, effettuando turn face per la prima volta da quando sono nel main roster attccando la Pure Fusion Collective. Nelle mei successivi, Sky fece coppia con Kairi Sane fallendo l'assalto ai WWE Women's Tag Team Championship detenuti da Bianca Belair e Jade Cargill nella puntata del 14 ottobre, a causa di una distrazione da parte di Jakara Jackson e Lash Legend. Questo portò ad uno scontro con la coppia di NXT nell'episodio del 22 ottobre. A Crown Jewel, fallirono nuovamente la sfida per i titoli di coppia in un fatal four-way match.

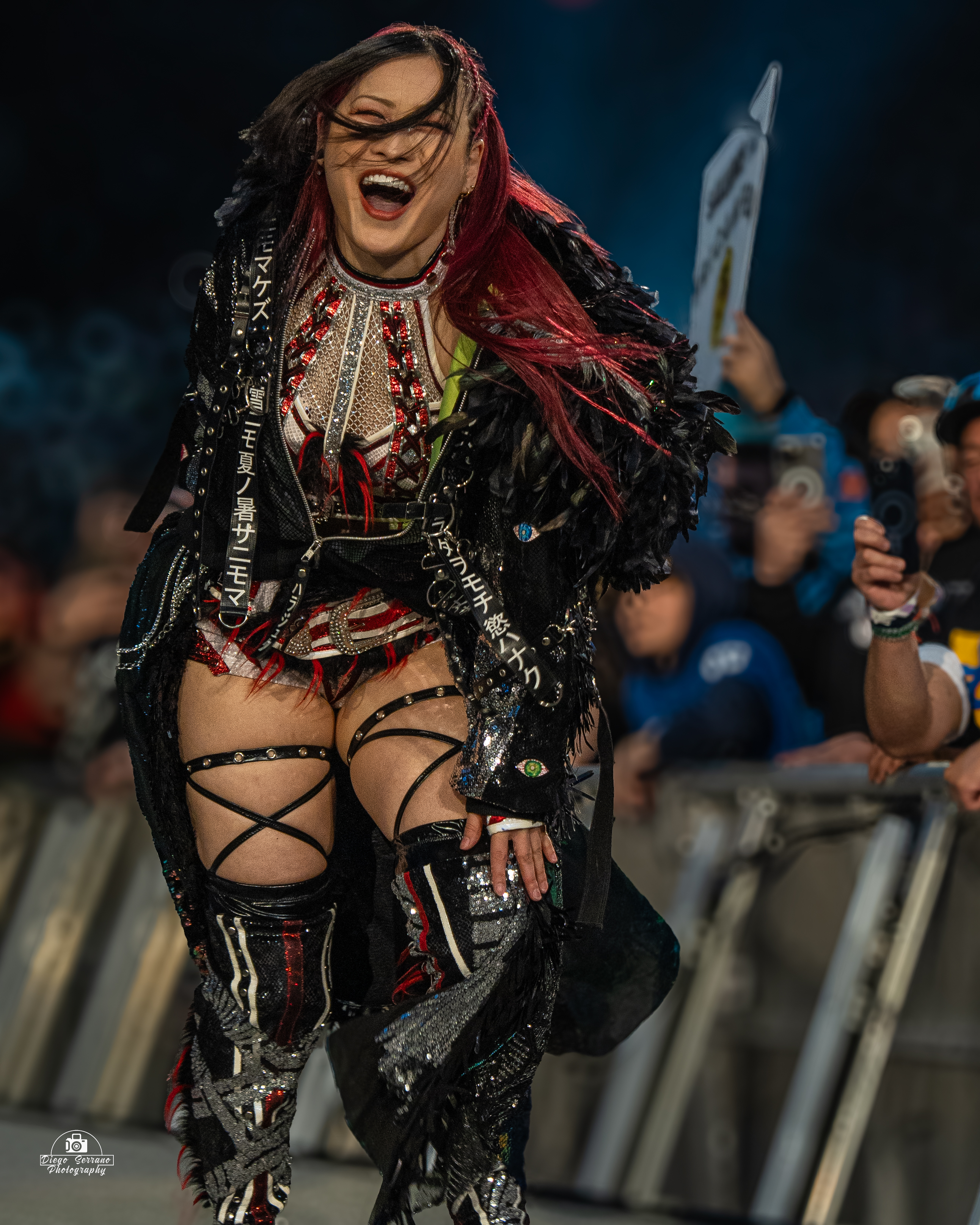
Iyo Sky nel 2025

Nella puntata successiva all'evento, del 4 novembre, vinse una battle royal con in palio un'opportunità di un match valido per il Women's World Championship detenuto da Liv Morgan. A Survivor Series: WarGames 2024, partecipò al WarGames femminile insieme a Rhea Ripley, Bayley, Bianca Belair e Naomi sconfiggendo Liv Morgan, Raquel Rodriguez, Candice LeRae, Nia Jax e Tiffany Stratton. A Saturday Night's Main Event XXXVII, Iyo Sky fallisce la sua opportunità titolara contro Liv Morgan. Prende parte al torneo per decretare la campionessa inaugurale del WWE Women's Intercontinental Championship ma viene eliminata in semifinale da Lyra Valkyria, grazie ad un roll-up. Alla Royal Rumble entrò con il numero #1, mettendo in atto un'eliminazione ai danni di Sonya Deville e restando sul quadrato per 1 ora, 6 minuti e 45 secondi stabilendo un nuovo record di permanenza, che durò per pochi minuti prima di venir superato prima da Liv Morgan e poi da Roxanne Perez.
Nella puntata di Raw del 3 febbraio, l'attuale Women's World Champion Rhea Ripley costò involontariamente ad Iyo Sky il match di qualficazione all'Elimination chamber match contro Liv Morgan. La settimana successiva, fece coppia con Dakota Kai riuscendo a sconfiggere Raquel Rodriguez e Liv Morgan, schienando quest'ultima e dopo la vittoria, nel backstage, Sky sfidò la Ripley per una sfida titolata nella puntata del 3 marzo, con la campionessa che accettò. Arrivati alla sfida, Iyo Sky riuscì a sconfiggere Rhea Ripley conquistando il titolo. Inoltre, grazie a questo successo, diventa la settima Grand Slam e la decima Triple Crown femminile nella storia della federazione. Nella seconda notte di WrestleMania 41, tenuta il 20 aprile, difese con successo il titolo femminile, sconfiggendo, in uno spettacolare match a tre, le sfidanti Bianca Belair e Rhea Ripley.

## Personaggio

### Mosse finali
- Arcoiris de Io[129] / Suplex de Io (Bridging package German suplex)[12][130] – dal 2014
- Front flip piledriver[1] – LU
- Moonsault[131]
- Io de Janeiro (Inverted Gedo clutch)[29][132][133] – 2009–2010
- Magica de Io[129] / Magica de Iotica[134] (Arm-wrench inside cradle trasformata in un bridging prawn hold) – dal 2012
- Moonsault double foot stomp[9][129] – dal 2013
- Rider Kick (Somersault leg drop alla nuca di un'avversaria in piedi)[135] – inizio carriera
- Spanish Fly (Moonsault slam)[136] – dal 2014
- Thunder Splash (Frog splash)[137] – 2007

### Soprannomi
- "The Genius of the Sky"
- "Morado de Trueno"[138] ("Tuono viola" in lingua spagnola)
- "Tenkū no Genius"[129] ("Genio del cielo" in lingua giapponese)
- "Tenkū no Itsujo" / "Itsujo in the Sky"[139]
- "Darkside Itsujo"/"Itsujo in Darkside"[12]
- "Darkside Io"[140]

### Wrestler allenati
- Kris Wolf[141]

## Titoli e riconoscimenti
- JWP Joshi Puroresu
  - 5th Junior All Star Photogenic Award (2007) – con Mio Shirai[17]
- Pro Wrestling Illustrated
  - 6ª tra le 50 migliori wrestler singole secondo PWI 50 (2017)[142]
- Pro Wrestling Wave
  - TLW World Young Women's Tag Team Championship (1) – con Mio Shirai[12]
  - Captain's Fall Six Person Tag Team Tournament (2009) – con Gami e Mio Shirai[29]
  - TLW World Young Women's Tag Team Tournament (2009) – con Mio Shirai
- Tokyo Sports
  - Joshi Puroresu Grand Prize (2015–2017)[12][130]
- World Wonder Ring Stardom
  - Artist of Stardom Championship (6) – con AZM e HZK (2), Kairi Hojo e Mayu Iwatani (1), HZK e Momo Watanabe (1), HZK e Viper (1) e Mayu Iwatani e Takumi Iroha (1)
  - Goddess of Stardom Championship (1) – con Mayu Iwatani[12]
  - High Speed Championship (1)[12]
  - SWA World Championship (1)
  - Wonder of Stardom Championship (2)[12]
  - World of Stardom Championship (2)[12]
  - 5★Star GP (2014)[12]
  - Artist of Stardom Championship Tournament (2017) – con AZM e HZK
  - Goddess of Stardom Championship Tournament (2015) – con Mayu Iwatani
  - Goddesses of Stardom Tag Tournament (2015) – con Mayu Iwatani
  - Red Belt Challenger Tournament (2013)
  - SWA World Championship Tournament (2016)
  - First Grand Slam Champion[130]
  - 5★Star GP Best Match Award (2015) - vs. Mayu Iwatani il 23 agosto
  - 5★Star GP Technique Award (2013, 2017)[143]
  - Best Match Award (2015) - vs. Meiko Satomura il 23 dicembre[144]
  - Best Match Award (2016) contro Mayu Iwatani il 22 dicembre[145]
  - Best Tag Team Award (2015) con Mayu Iwatani[144]
  - MVP Award (2013, 2014, 2016)[145][146]
  - Outstanding Performance Award (2017)[147]
- WWE
  - WWE Women's Tag Team Championship (2) – con Dakota Kai
  - WWE Women's Championship (1)
  - Women's World Championship (1)
  - NXT Women's Championship (1)
  - NXT Women's Tag Team Championship (1) – con Zoey Stark
  - Women's Money in the Bank (edizione 2023)[14]
  - Women's Dusty Rhodes Tag Team Classic (edizione 2022) – con Kay Lee Ray
  - NXT Year-End Award (3)
    - Future Star of NXT (edizione 2018)
    - Female Competitor of the Year (edizione 2020)
    - Overall Competitor of the Year (edizione 2020)
- Altri titoli
  - Americas World Mixed Tag Team Championship (1) – con Nosawa[12]